# Perizoma flexuosaria
Perizoma flexuosaria is een vlinder uit de familie van de spanners (Geometridae). De wetenschappelijke naam van de soort is voor het eerst geldig gepubliceerd in 1853 door Carl Henrik Boheman.